# Esterka
Esterka est la maîtresse juive légendaire de Casimir le Grand, roi de Pologne entre 1333 et 1370. Fille d'un tailleur pauvre d'Opoczno, elle devient « la belle Esterka, cette Pompadour juive de la Pologne ».
Le théologien Byron Sherwin (en) rappelle que « si les chroniqueurs médiévaux ont traité cette histoire d'amour comme un fait réel, les historiens modernes la traitent comme une simple légende. » Esterka est mentionnée pour la première fois chez l'historien Jan Długosz, près d'un siècle après la mort du roi.

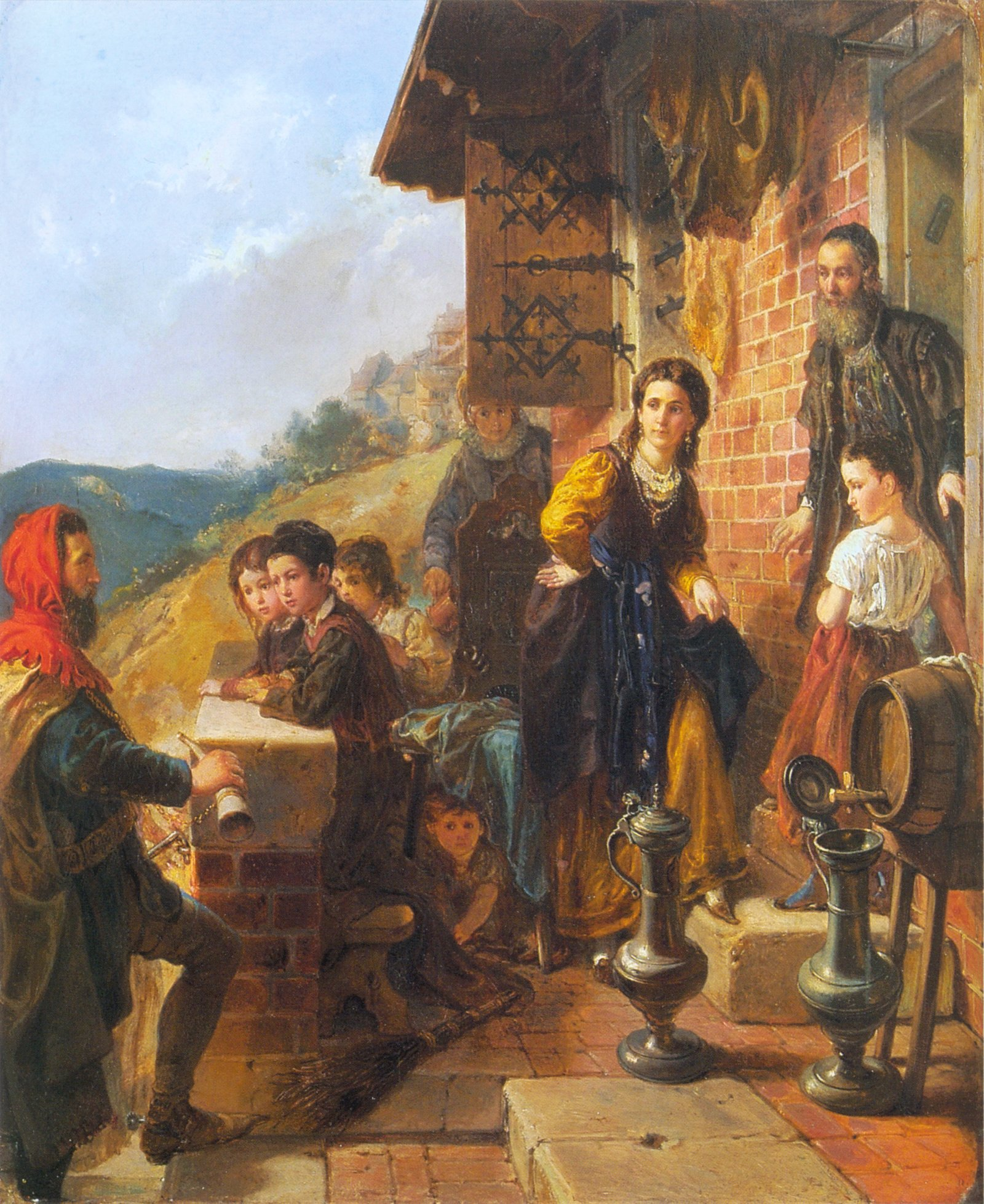
Casimir le Grand rendant visite à Esterka par W. Łuszczkiewicz (1870)

De sa relation avec Casimir, Esterka accouche de quatre enfants : deux garçons, Polka et Niemira, élevés dans la foi catholique ; et deux filles, élevées dans la foi juive, avec l'accord du roi,. Selon certaines sources, notamment le penseur juif David Gans, la liaison d'Esterka avec Casimir le Grand aurait contribué au renouvellement et à l'expansion des privilèges accordés aux Juifs de Pologne. D'après Byron Sherwin, cette idée pourrait provenir d'une association avec la vie du personnage biblique d'Esther.
Plusieurs lieux de Pologne sont associés au personnage d'Esterka. Ainsi, le mur d'un ancien château construit par Casimir le Grand à Kalisz est appelé « mur d'Esterka » où, selon le folklore locale, son fantôme viendrait la nuit attendre son amant. Le roi lui a aussi fait construire un petit château dans Bochotnica, au nord de Cracovie, relié au château du Wawel par un tunnel.[source insuffisante]

## Ouvrage
(en) Byron L. Sherwin, Sparks amidst the ashes : The Spiritual Legacy of Polish Jewry, Oxford University Press US, 1997